# Akl Awit
 (novembre 2023).
Si vous disposez d'ouvrages ou d'articles de référence ou si vous connaissez des sites web de qualité traitant du thème abordé ici, merci de compléter l'article en donnant les références utiles à sa vérifiabilité et en les liant à la section « Notes et références ».
Akl Awit (né à Beyrouth en 1952) est un poète, critique littéraire, journaliste et professeur universitaire libanais. Il est directeur de rédaction du Moulhak, supplément culturel hebdomadaire du quotidien libanais An Nahar. 
Akl Awit est aussi professeur de journalisme et de littérature moderne à l'Université Saint Joseph à Beyrouth, et il donne des conférences spécialisées en littérature libanaise et arabe moderne, et participe à de fréquents débats sur ce niveau. À cause de sa lettre adressée à Dieu, éditorial en première page paru la veille de la guerre américaine contre l’Irak, il a été accusé de blasphème, et fut traduit devant les tribunaux.[réf. nécessaire]
La poésie d’Akl Awit est chargée d’énergie. Elle se distingue par son élan, son ardeur, sa trépidation, mais aussi par un sens aigu de la pause, de l’accalmie, de la nuance la plus vulnérable, de la fragilité désarmante et désarmée. Des forces antagonistes et des principes contradictoires mettent la parole en tension. On perçoit une rivalité latente ou un conflit tenace entre l’orage et l’apathie, le tumulte et la torpeur, la splendeur et la déréliction.